# Markus Sammer
Markus Sammer (* 20. Mai 1988 in Kufstein, Tirol) ist ein österreichischer Bobfahrer.

## Sportliche Karriere
Sammer ist verheiratet und Orthopädieschuhmacher von Beruf. Er fährt seit 2011 als Fahrer und Bremser für das österreichische Nationalteam und debütierte in der Saison 2011/12 als Bremser für Samuel Passegger im Bob-Europacup; Seit 2013/14 trat er auch als Fahrer im Zweierbob (im Vergleich zu seinen Landsleuten allerdings ohne nennenswerte Ergebnisse) und als Bremser in beiden Spezialdisziplinen in den Teams von Benjamin Maier und Markus Treichl an. In den Jugendkategorien zeichnete er sich durch den Gewinn einer Bronzemedaille als Bremser bei den Weltmeisterschaften der Junioren aus, die er im Zweierbob bei den Junioren-Weltmeisterschaften im Bobfahren 2014 in Winterberg mit Benjamin Maier am Steuer errang.
Sein Weltcup-Debüt gab er in der Saison 2012/13, am 10. November 2012 in Lake Placid, wo er im Viererbob mit Jürgen Loacker am Steuer des Schlittens den 15. Platz belegte und am 7. Februar 2016 in St. Moritz sein erstes Podium holte. (2. im Viererbob), diesmal pilotiert von Benjamin Maier.
Er nahm an zwei Ausgaben der Olympischen Winterspiele teil: Er belegte den 20. Platz im Zweierbobrennen und den 19. Platz im Viererbobrennen während den Olympischen Winterspielen 2014 in Sotschi und er erreichte bei den Olympischen Winterspielen 2018 in Pyeongchang im Zweierbob den achten Platz und im Viererbob den siebten Platz. Bei allen Rennen war Benjamin Maier am Steuer.
Außerdem nahm er an sechs Ausgaben der Weltmeisterschaft teil. Im Einzelnen waren seine Ergebnisse im Zweierbob: 22. bei der Winterberg 2015, 9. in Igls 2016, 11. in Schönau am Königssee 2017, 12. in Whistler 2019 und 6. in Altenberg 2020; im Viererbob: 22. in Sankt Moritz 2013, 18. in Winterberg 2015, Fünfter in Igls 2016, Siebter in Schönau am Königssee 2017, Sechster in Whistler 2019 und Fünfter in Altenberg 2020; Im Team-Rennen: Siebter in Schönau am Königssee 2017.
Sammer ist aktiver Sportler des Heeressportzentrums des Österreichischen Bundesheers.

## Erfolge

### Weltmeisterschaften
- 1 Medaille:
  - 1× Silber (Viererbob Altenberg 2021)

### Europameisterschaften
- 3 Medaillen:
  - 2× Silber (Viererbob St. Moritz 2016; Viererbob Winterberg 2021)
  - 2× Bronze (Viererbob Winterberg 2017; Zweierbob Winterberg 2021)

### Junioren-Weltmeisterschaften
- 1 Medaille:
  - 1× Bronze (Zweierbob Winterberg 2014)

### Weltcup
- 11 Podiumsplätze (5 im Zweierbob, 13 im Viererbob):
  - 8 zweite Plätze (alle im Viererbob)
  - 10 dritte Plätze (5 im Zweierbob, 5 im Viererbob)

### Österreichische Meisterschaften
- 5 Medaillen:
  - 1× Gold (Viererbob in Igls 2013)
  - 3× Silber (Viererbob in Igls 2012; Viererbob in Igls 2014; Zweierbob in Igls 2016)
  - 1× Bronze (Zweierbob in Igls 2012)

### Europapokal
- Beste Gesamtplatzierung im Zweierbob: 31. 2014/15 und 2015/16
- 6 Podiumsplätze (1 im Zweierbob, 5 im Viererbob):
  - 1 Sieg (im Viererbob)
  - 4 zweite Plätze (1 im Zweierbob, 3 im Viererbob)
  - 1 dritter Platz (im Viererbob)